# Betty Becker-Pinkston
Betty Becker-Pinkston, właśc. Elizabeth Anna Becker-Pinkston (ur. 6 marca 1903 w Filadelfii, zm. 6 kwietnia 1989 w Detroit) – amerykańska skoczkini do wody. Trzykrotna medalistka olimpijska.

## Kariera sportowa
Brała udział w dwóch igrzyskach (IO 24, IO 28), na obu zdobywała medale. W 1924 triumfowała w skokach z trampoliny i zajęła drugie w skokach z wieży. Cztery lata później zwyciężyła w skokach z wieży. Była mistrzynią USA.
Jej mężem był Bud Pinkston, także skoczek i medalista olimpijski. W 1967 została przyjęta do International Swimming Hall of Fame.